# Мехув (станция)
Мехув (пол. Miechów) — пассажирская и грузовая железнодорожная станция в городе Мехув, в Малопольском воеводстве Польши. Имеет 1 платформу и 2 пути.
Станция Мехов была построена в 1885 году на линии Ивангородо-Домбровской железной дороги (Ивангород — Радом — Бзин — Сухеднев — Кельцы — Хенцины — Мехов — Вольбром — Олькуш — Славков — Домброва) с шириной русской колеи, когда город Мехов (пол. Miechów, Мехув) был в составе Царства Польского. Теперь на участке Радом — Скаржиско-Каменна — Кельце — Мехув является линия Варшава-Западная — Краков-Главный.
Ныне существующее здание вокзала построили в 1930-е годы. Реконструировано в 2016—2017 годах.

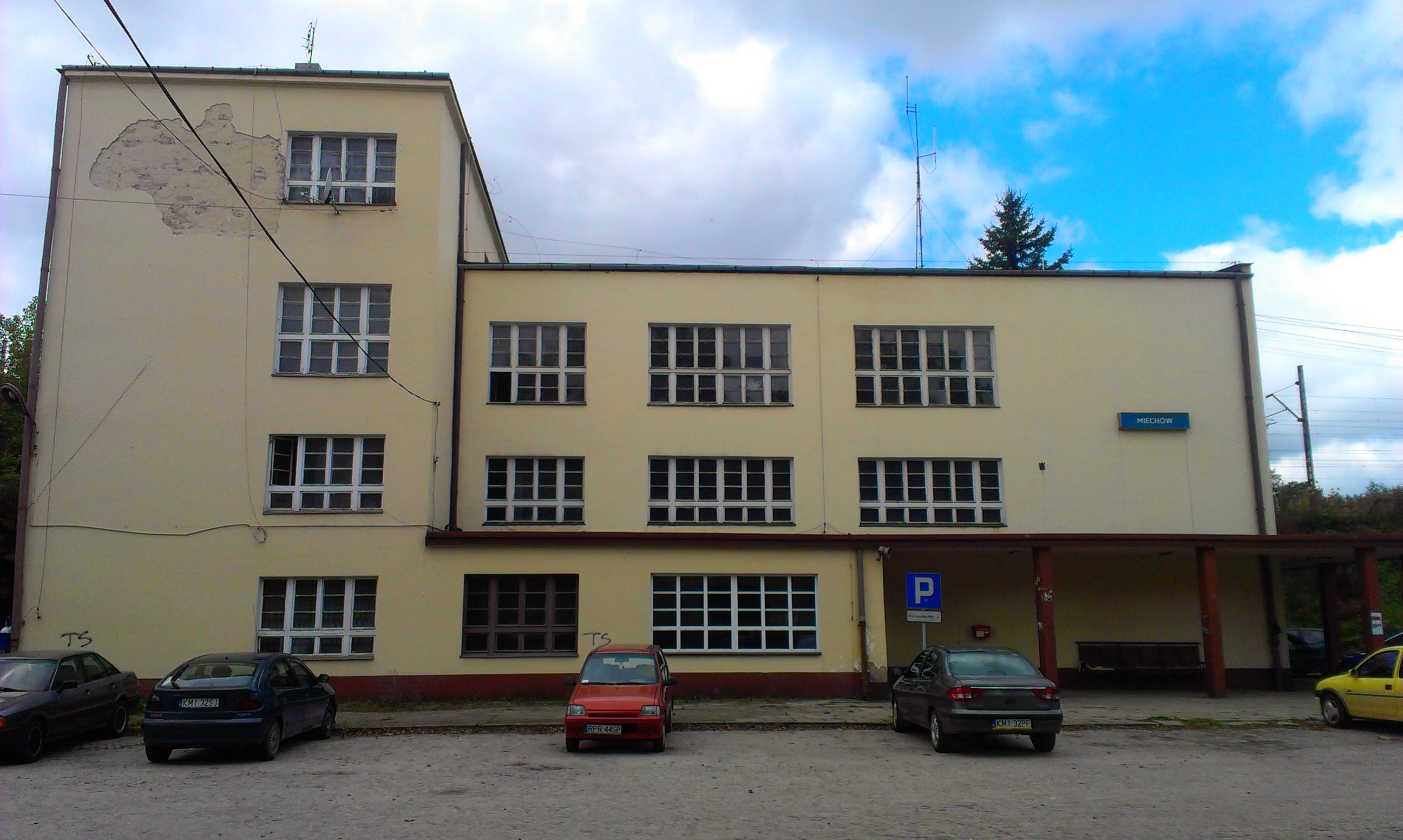
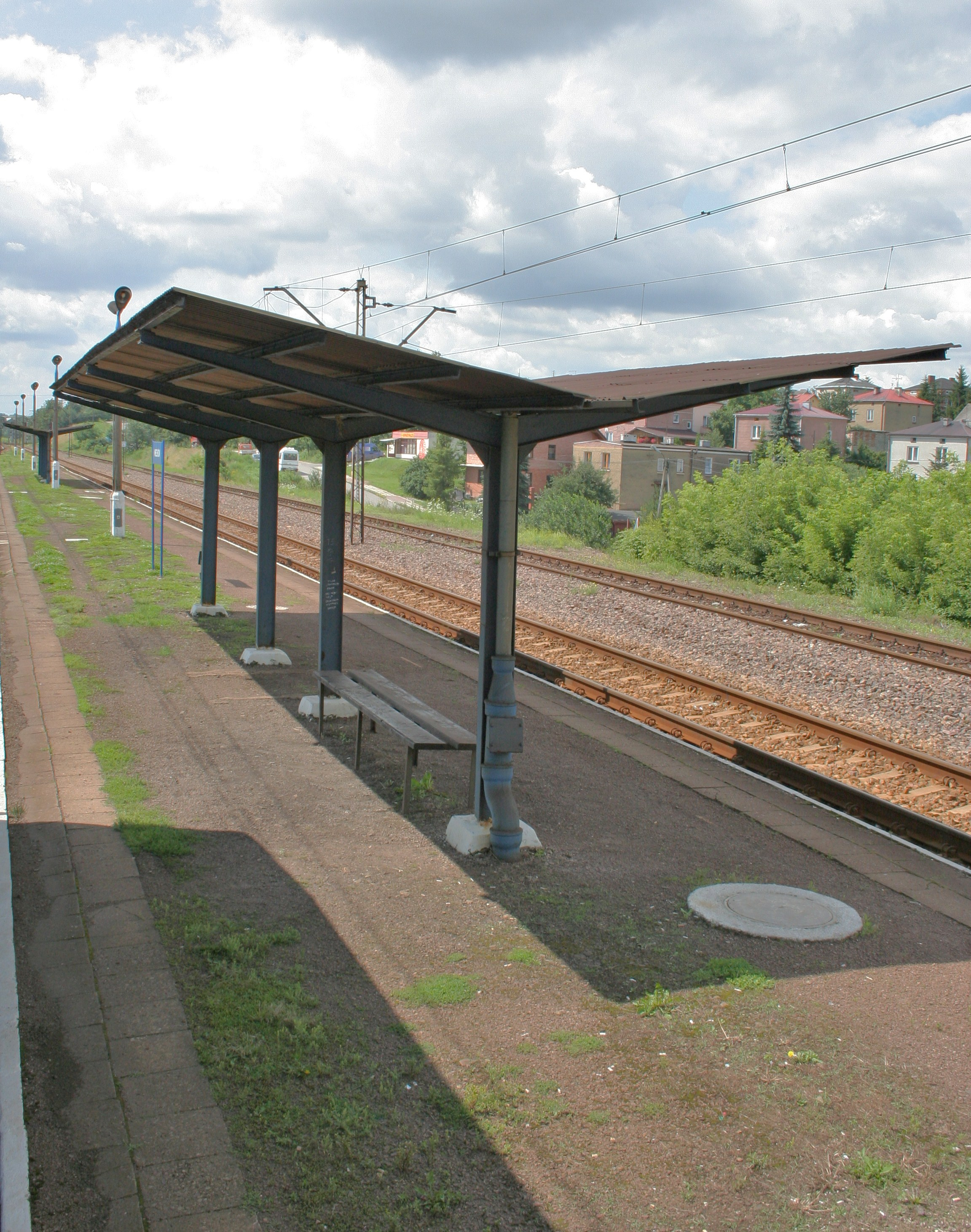
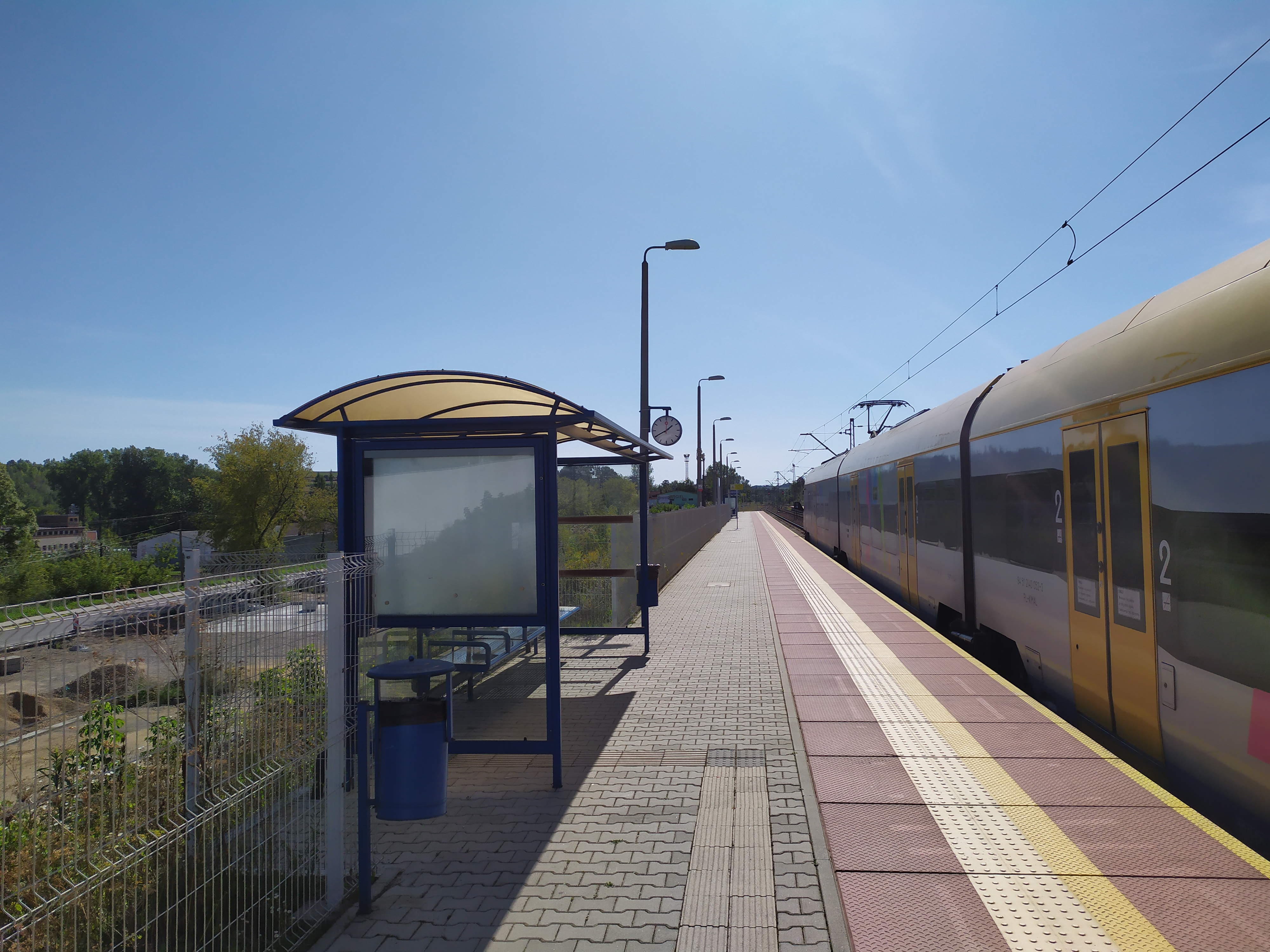